# Anderson Ridge
L'Anderson Ridge è una dorsale montuosa antartica lunga 4 km, che si innalza sopra la parte centrale della testata del Ghiacciaio Koerwitz, nei Monti della Regina Maud, in Antartide. 
Fu mappata dalla United States Geological Survey sulla base di ispezioni in loco e foto aeree scattate dalla U.S. Navy nel periodo 1960-64.
La denominazione è stata assegnata dall'Advisory Committee on Antarctic Names (US-ACAN) in onore di Arthur J. Anderson, meteorologo presso la Base Amundsen-Scott durante la sessione invernale del 1960.